# Чемпионат мира по биатлону среди юниоров 2001
35-й чемпионат мира по биатлону среди юниоров (англ. IBU junior world championships biathlon 2001) проходил в российском городе Ханты-Мансийске с 21 марта по 25 марта 2001 года.
Соревнования проходили среди юниоров и юниорок (до 2021 года). Было разыграно 8 комплектов медалей, по два в индивидуальной гонке, спринте, преследовании и эстафете.

## Результаты соревнований
| Гонка                                                                                 | Юниоры | Юниорки |
| Спринт 1. 21 марта 2001 Юниоры: 10 км 2. 21 марта 2001 Юниорки: 7,5 км                | Андреас Бирнбахер 31:09.1 (2) Николай Круглов +28.1 (3) Даниэль Граф +35.8 (3) 4. Тобиас Ретвик Торгерсен +39.7 (2) 5. Ян Дебайль +41.6 (2) 6. Душан Шимочко +58.9 (2) Протоколы | Роми Бир 29:08.0 (1) Дженни Адлер +30.0 (3) Юлия Макарова +47.0 (3) 4. Сольвейг Ругстад +1:13.2 (3) 5. Уте Нициак +1:16.4 (1) 6. Татьяна Моисеева +1:40.3 (4) Протоколы                                                                                              |
| Гонка преследования 1. 22 марта 2001 Юниоры: 12,5 км 2. 22 марта 2001 Юниорки: 10 км  | Андреас Бирнбахер 40:02.5 (5) Николай Круглов +24.6 (3) Алексей Соловьёв +45.7 (2) 4. Даниэль Граф +1:16.7 (5) 5. Роман Прима +1:39.6 (5) 6. Александр Жуков +1:44.1 (5) Протоколы | Дженни Адлер 40:48.9 (2) Роми Бир +38.4 (3) Людмила Ананько +1:30.1 (1) 4. Татьяна Моисеева +1:49.1 (4) 5. Юлия Макарова +2:29.7 (7) 6. Уте Нициак +2.47.9 (7) Протоколы                                                                                             |
| Индивидуальная гонка 1. 24 марта 2001 Юниоры: 15 км 2. 24 марта 2001 Юниорки: 12,5 км | Виталий Чернышёв 49:37.3 (2) Сергей Дашкевич +2:07.4 (3) Алексей Соловьёв +2:25.4 (4) 4. Тобиас Ретвик Торгерсен +2:36.9 (3) 5. Матей Казар +2:48.5 (4) 6. Матуш Гоч +3:32.9 (3) Протоколы | Татьяна Моисеева 51:20.8 (4) Дана Плотогя +41.5 (3) Юлия Макарова +1:18.9 (4) 4. Мишель Фолькенрат +2:37.8 (4) 5. Беата Кельтыка +2:59.0 (4) 6. Петра Слезакова +3.10.9 (4) Протоколы                                                                                |
| Эстафета 1. 25 марта 2001 Юниоры: 4х7,5 км 2. 25 марта 2001 Юниорки: 3х7,5 км         | Германия 1:29:05.9 (0+11) (Михаэль Рёш, Кристиан Мерингер, Даниэль Граф, Андреас Бирнбахер) Россия +2:41.3 (3+19) (Виталий Чернышёв, Александр Жуков, Алексей Соловьёв, Николай Круглов) Норвегия +4:20.6 (3+16) (Свейнунг Странд, Кент Рогер Гуттормсен, Дан Кьормо, Тобиас Ретвик Торгерсен) 4. Франция 5. Латвия 6. Словакия протоколы | Россия 1:20:52.7 (1+12) (Татьяна Моисеева, Надежда Колесникова, Юлия Макарова) Чехия +6.2 (0+10) (Магда Резлерова, Зденка Вейнарова, Клара Моравцова) Германия +1:01.4 (1+8) (Дженни Адлер, Мишель Фолькенрат, Роми Бир) 4. Беларусь 5. Норвегия 6. Польша протоколы |

## Таблица медалей
| Место | Страна   |   |   |   | Всего |
| ----- | -------- | - | - | - | ----- |
| 1     | Германия | 5 | 2 | 2 | 9     |
| 2     | Россия   | 3 | 3 | 4 | 10    |
| 3     | Беларусь | 0 | 1 | 1 | 2     |
| =4    | Румыния  | 0 | 1 | 0 | 1     |
| =4    | Чехия    | 0 | 1 | 0 | 1     |
| 6     | Норвегия | 0 | 0 | 1 | 1     |